# Foréké-Dschang
 (août 2015).
Si vous disposez d'ouvrages ou d'articles de référence ou si vous connaissez des sites web de qualité traitant du thème abordé ici, merci de compléter l'article en donnant les références utiles à sa vérifiabilité et en les liant à la section « Notes et références ».
Foréké-Dschang est une localité de l'ouest du Cameroun, en pays bamiléké, groupement et chefferie de 2e degré de l'arrondissement de Dschang, Département de la Menoua, région de l'Ouest.
Le groupement est constitué de zones urbaine et rurale avec une population essentiellement agricole, estimée à environ 25 000 habitants.

## Géographie
Le groupement s'étend au sud de la commune de Dschang, sur 86 km2, soit 32,8% du territoire communal.
Foréké-Dschang partage ses limites territoriales avec :
- Fotetsa, au Nord-Ouest ;
- Santchoua et Fombap au Sud ;
- Fontsatoula au Sud-Est ;
- Fondenera au Sud-ouest ;
- Fotomena au Sud-Est ;
- Foto à l'Est
- Fossong Wentcheng à l'Ouest.

Dans les parties du Nord, on observe, du plateau d'altitude, des collines, des montagnes et des vallées. Au Sud, il y a la muraille tectonique qui aboutit à la plaine des Mbos avec une dénivellation d'environ 700 m : c'est la Grande Falaise.

## Climat
Soumis à un climat de type camerounais, situé à environ 1 450 m d'altitude, Foréké-Dschang a une température moyenne annuelle qui varie entre 20 et 10 °C. Cette région est fortement arrosée et compte par an, environ 182 jours de pluie, d'où une pluviométrie de 1 304 mm.

## Faune et flore
Dotée d'une faune très variée, constituée d'espèces domestiques et sauvages, on rencontre dans les champs et les zones péri-forestières beaucoup de gibiers (singes, porc–épic, antilopes, chat tigres et de nombreux oiseaux) et dans les concessions des animaux d'élevage (porcs, poules, canards, etc.) qui constituent une source de revenus non négligeable et font l'objet d'un petit élevage extensif.
Sa végétation toujours verte, due à l'abondance des pluies, dans la partie Sud et Ouest Foréké-Dschang et les terres arables, favorisent diverses cultures vivrières (ignames, macabo, banane, plantain, pomme de terre, etc.) dans la zone de Litieu, ainsi que les cultures de rente (café, cacao, canne à sucre), dans les zones proches de Santchou.

## Quartiers et Villages
Le groupement de Foreke Dschang est constitué de 7 villages : Atchoua Ngoua, Atochi, Banki, Bapouh II, Fiala, Fotsen Lessing, Litieu.

## Histoire
Le village est dénommé d'après le nom de son chef : Fo Leke’ane est l'abréviation du nom du village Atsan, par déformation il est devenu Foréké Dschang. 
Des recherches et des enquêtes continuent pour déterminer sans équivoque les origines du groupement Foréké-Dschang, le nom de son créateur et les circonstances de la création du groupement. Les documents écrits sont très rares voire inexistants. Les quelques rares documents historiques sur le groupement datent de 1895 à peu près, ce qui correspond à la période pendant laquelle les Allemands se sont installés à Foréké-Dschang. Les quelques détails qui existent sur l’époque avant la venue des blancs sont pour la plupart des contes transmis du père aux enfants, des enfants à leurs enfants et ainsi de suite.

### Dynastie
| No | Identité                        | Période | Période | Durée  | Étiquette |
| No | Identité                        | Début   | Fin     | Durée  | Étiquette |
| -- | ------------------------------- | ------- | ------- | ------ | --------- |
| 7  | Mathias Djoumessi               | 1900    | 1966    | 66 ans |           |
| 8  | Edmond Djoumessi II             | 1966    | 2002    | 36 ans |           |
| 9  | Djoumessi III Wamba Mathias (d) | 2002    |         |        |           |
| 6  | Ndongmbou Paul (d)              |         |         |        |           |
| 5  | Nken-Mbu (d)                    |         |         |        |           |
| 3  | Leke'ane (d)                    |         |         |        |           |
| 4  | Assonzia (d)                    |         |         |        |           |
| 2  | Atsa'nguene (d)                 |         |         |        |           |
| 1  | Tanju'nju (d)                   |         |         |        |           |

## Cultes
La paroisse catholique Saint Paul Apôtre de Foréké-Dschang relève du doyenné de Dschang du diocèse de Bafoussam. 

## Personnalités nées à Foréké-Dschang
- Mathias Djoumessi, homme politique
- Grégoire Momo, homme politique
- Bernard Momo, homme politique, maire de la ville de Dschang entre 2007-2012
- Albert Zeufack, économiste
- Antoine Roger Pépin Tsafack Nanfosso, économiste
- Anaclet Fomethe, sénateur et ancien recteur de l'Université de Dschang[6]
- Landry Nguemo, footballeur, ancien joueur de l'équipe nationale du Cameroun